# 쓰치다 히로유키
쓰치다 히로유키(土田博行)는 일본의 존속 살해범으로, 범행을 저지를 당시 22세였다.

## 범행 개요
2003년 6월 25일 오후 2시경, 어머니인 에쓰코(悦子)를 야구방망이와 삽 등으로 때려 숨지게 했다. 히로유키는 도피했다가 7월 2일 나가노현에서 자수했고, 7월 4일 기소되었다. 조사과정 중에 사건 2주일 정도 전부터 주변 사람들에게 '인류는 모두 죽어야 한다', '너를 죽이겠다' 등의 메일을 보내왔음이 밝혀졌다. 12월 1일 열린 첫 공판에서 신세기 에반게리온의 한 구절인 '진화의 최종결론은 멸망이다'는 말에 공감하여 그를 실행에 옮겨본 것이라고 진술했다. 살해 대상으로 어머니를 고른 것에 대하여는 특히 감정이 있거나 해서는 아니며, 전혀 모르는 남을 죽일 경우 그 남에게 폐가 될 것을 우려했기 때문이라고 밝히고, 에쓰코를 죽이기 전에 연습삼아 자신이 기르던 고양이도 죽였음을 시인했다. 이듬해 2월 23일, 야마가타 지방법원은 쓰치다에게 징역 14년(검찰 구형 징역 15년)을 선고했다.

## 같이 보기
- 가나가와 마사히로 - 오타쿠적인 성격이 비슷.
- 박한상 - 대한민국의 대표적인 존속 살해범.

## 참고 문헌
1. ↑  「人間は減るべき…」母親殴殺の２２歳男－山形, 2003-07-05, ZAKZAK 보관됨 2003-12-05 - 웨이백 머신archive 보관됨 2003-09-17 - 웨이백 머신
2. ↑  米沢・母殺害　殺害予告メールも－－土田博行容疑者, 2003-07-05, 마이니치 신문[깨진 링크(과거 내용 찾기)]
3. ↑  アニメの影響で母殺害バット殺人, 2003-12-02, 지지통신archive 보관됨 2016-03-04 - 웨이백 머신
4. ↑  エヴァンゲリオンの影響で母殺害した無職男性に懲役１４年, 2004-02-24, 마이니치 신문[깨진 링크(과거 내용 찾기)]archive 보관됨 2016-03-04 - 웨이백 머신